# Единадесети артилерийски полк
Единадесети артилерийски полк е български артилерийски полк, формиран през 1915 година, взел участие в Първата (1915 – 1918) и Втората световна война (1941 – 1945).

## Формиране
Историята на полка започва на 11 септември 1915 година, когато в Разград от 1-ви артилерийски полк се формира Единадесети артилерийски полк. Състои се от щаб, две артилерийски отделния с по три батареи и нестроеви взвод. Влиза в състава на 5-а артилерийска бригада от 5-а пехотна дунавска дивизия.

## Първа световна война (1915 – 1918)
Полкът взема участие в Първата световна война (1915 – 1918) под командването на подполковник Йордан Велчев, на 18 декември 1918 година е демобилизиран, а през юли 1919 година разформирован, като кадрите и въоръжението му се придават обратно към 1-ви артилерийски полк.
При намесата на България във войната полкът разполага със следния числен състав, добитък, обоз и въоръжение:
| Числен състав                                                  | Добитък              | Обоз                                   | Въоръжение                                  |
| -------------------------------------------------------------- | -------------------- | -------------------------------------- | ------------------------------------------- |
| Батареи: 6 Офицери: 25 Чиновници: 2 Подофицери и войници: 1208 | Коне: 1217 Волове: 4 | Обикновени коли: 186 Специални коли: 3 | Пушки и карабини: 60 Полски с.с. оръдия: 24 |

## Втора световна война (1941 – 1945)
Във връзка с участието на България във Втората световна война (1941 – 1945) полкът е неколкократно формиран и разформиран в периода 1939 – 1941 и 1943, като до началото на заключителния етап на войната е на Прикриващия фронт. На 14 септември 1944 година е формиран отново и под командването на подполковник Тодор Сейзов взема участие в двете фази на заключителния етап на войната в състава на 11-а пехотна дивизия под името Единадесети дивизионен артилерийски полк. На 29 юни 1945 г. се завръща от фронта и се демобилизира. На 31 януари 1946 г. е разформиран.

## Наименования
През годините полкът носи различни имена според претърпените реорганизации:
- Единадесети артилерийски полк (11 септември 1915 – юли 1919)
- Единадесети дивизионен артилерийски полк (1939 – 1941, 1943, 14 септември 1944 – 31 януари 1946)

## Командири
Званията са към датата на заемане на длъжността.
| №  | звание       | име           | дати                 |
| -- | ------------ | ------------- | -------------------- |
| 1. | Подполковник | Йордан Велчев | Първа световна война |
|    | Подполковник | Тодор Сейзов  | от 14 септември 1944 |